# Greeley megye (Nebraska)
Greeley megye az Amerikai Egyesült Államokban, azon belül Nebraska államban található. Megyeszékhelye Greeley, legnagyobb városa Spalding. Lakosainak száma 2188 fő (2020. április 1.).

## Szomszédos megyék
- Wheeler megye (észak)
- Boone megye (északkelet)
- Nance megye (délkelet)
- Howard megye (dél)
- Sherman megye (délnyugat)
- Valley megye (nyugat)

## Népesség
A megye népességének változása:
| Lakosok száma | 2545 | 2533 | 2463 | 2494 | 2429 | 2188 |
|               | 2010 | 2011 | 2012 | 2013 | 2015 | 2020 |